# Solanum commersonii
Solanum commersonii ("papa silvestre") es una especie tuberosa de la familia de las solanáceas distribuida en Brasil, Uruguay, Paraguay y Argentina.

## Descripción
Es una planta herbácea, perenne con tubérculos de 1 a 2 cm de diámetro; hojas partidas y flores blanco azuladas. El fruto es una pequeña baya globosa de color oscuro. Se la utiliza en el mejoramiento genético de la papa como fuente de resistencia a enfermedades.

## Taxonomía
Solanum commersonii fue descrita por Michel Félix Dunal y publicado en Encyclopédie Méthodique. Botanique ... Supplément 3: 746. 1814.
Etimología
Solanum: nombre genérico que deriva del vocablo Latíno equivalente al Griego στρνχνος (strychnos) para designar el Solanum nigrum (la "Hierba mora") —y probablemente otras especies del género, incluida la berenjena— , ya empleado por Plinio el Viejo en su Historia naturalis (21, 177 y 27, 132) y, antes, por Aulus Cornelius Celsus en De Re Medica (II, 33). Podría ser relacionado con el Latín sol. -is, "el sol", debido a que la planta sería propia de sitios algo soleados.
commersonii: epíteto otorgado en honor del naturalista francés Philibert Commerson (1727-73).
Sinonimia
- Solanum acroleucum Bitter
- Solanum chacoense f. pilosulum (Hassl.) Hassl.
- Solanum compactum Hawkes & Hjerting
- Solanum debile Dunal
- Solanum guaraniticum f. pilosulum Hassl.
- Solanum henryi Bukasov & Lechn.
- Solanum malmeanum Bitter
- Solanum mechunguense Bukasov
- Solanum mercedense Bukasov
- Solanum millanii Bukasov & Lechn.
- Solanum ohrondii Carrière
- Solanum pseudostipulatum (Hassl.) Bukasov
- Solanum rionegrinum Lechn.
- Solanum sorianum Bukasov
- Solanum tenue Sendtn.[6]